# Raketoplan Bajkal
Izstrelitev raketoplana Bajkal (rusko Космический корабль Байкал) je bila prvoaprilska šala, ki si jo je izmislil administrator internetne strani http://www.buran.ru Vadim Lukaševič. Šala je bila izpeljana zelo dobro, vendar je bilo jasno, da gre za potegavščino, saj je bila v ozadju slika raketoplana, na kateri je pisalo »С первым апреля!« (rusko »Vesel prvi april!«).
V resnici je bilo ime Bajkal najprej namenjeno za poimenovanje projekta, ki se je kasneje imenoval Buran.